# Arquidiocese de Bloemfontein
A Arquidiocese de Bloemfontein (em latim: Archidiœcesis Bloemfonteinensis) é uma circuncisão eclesiástica da Igreja Católica, localizada em Bloemfontaina, na África do Sul. Sua catedral é a do Sagrado Coração de Jesus, localizada na cidade já referida.

## Arcebispos
Responsáveis pela arquidiocese:
| #          | Nome                                | Período    | Notas                            |
| Arcebispos | Arcebispos                          | Arcebispos | Arcebispos                       |
| ---------- | ----------------------------------- | ---------- | -------------------------------- |
| 7º         | Zolile Peter Mpambani, S.C.J.       | 2020–      | Atual                            |
| 6º         | Jabulani Adatus Nxumalo, O.M.I.     | 2005–2020  |                                  |
| 5º         | Buti Joseph Tlhagale, O.M.I.        | 1999–2003  | Nomeado Arcebispo de Joanesburgo |
| 4º         | Peter Fanyana John Butelezi, O.M.I. | 1978–1997  |                                  |
| 3º         | Joseph Patrick Fitzgerald, O.M.I.   | 1966–1976  | Nomeado Arcebispo de Joanesburgo |
| 2º         | William Patrick Whelan, O.M.I.      | 1954–1966  |                                  |
| 1º         | Herman Joseph Meysing, O.M.I.       | 1951–1954  |                                  |